# 希瑪拉方·舒·馬大
希瑪拉方·舒·馬大（達悟語：Simalavang so mata），是台灣達悟族傳說中擅長偷黃金的小偷，他利用其特殊的能力，不僅每次都能成功得手，還能避免被族人迫害。

## 傳說
希瑪拉方·舒·馬大生活在野銀部落（Ivalino）裡，他有個特殊的能力：當他想偷別人的黃金時，會先拉手指，如果指關節發出聲響，便是在預告他會成功且不被人發現，他利用這個能力多次得手之下，根本不用工作，只要用偷來的黃金就可以跟別人換食物，而失主往往因為黃金遭竊而失去地位和聲望、甚至有人因此大受打擊、神智失常，族人雖然懷疑或憎恨他，但因為他利用黃金取得強大的家族庇護、且本身也相當健壯機靈，靠著自己的計策讓仇家沒辦法襲擊他，每次都全身而退。
後來在野銀部落被偷得差不多後，他又前往東清部落、朗島部落下手，當時整個蘭嶼都因為他的行為而戰戰兢兢的。

## 現代研究
事實上，達悟族是台灣原住民族中少數擁有金銀工藝技術的族群，他們的工藝技術很有可能是來自巴丹島的伊萬特人，而據說在約200年前，蘭嶼曾發生長達九年的大飢荒，這段時間中黃金不僅可以拿來交易，還可以拿來和強大的家族交涉，要求受到他們的保護、或加入他們的家族、有時黃金甚至可以拿來作為被殺的抵押品，在那個時代，黃金是地位和名聲的象徵，失去黃金的人往往被視為無用的人、無法生存，甚至因此發狂，而這也很有可能是希瑪拉方·舒·馬大傳說的源頭。